# Mantura cylindrica
Mantura cylindrica là một loài bọ cánh cứng trong họ Chrysomelidae. Loài này được Miller miêu tả khoa học năm 1880.